# جام تکزاکو ۷۴–۱۹۷۳
جام تکزاکو ۷۴–۱۹۷۳ چهارمین دوره جام تکزاکو بود که توسط تکزاکو حمایت مالی شد. تیم نیوکاسل یونایتد، در فینال، برنلی را ۲-۱ شکست داد و برنده شد.

## مرحله اول
بازی‌ها به صورت رفت و برگشت در زمین هردو تیم مقابل هم برگزار شد.
| تیم ۱         | نتیجه     | تیم ۲           | تاریخ           |
| ------------- | --------- | --------------- | --------------- |
| برنلی         | ۷–۰       | ایست فایف       | ۱۸ سپتامبر ۱۹۷۳ |
| برنلی         | ۳–۲       | ایست فایف       | ۳ اکتبر ۱۹۷۳    |
| اورتون        | ۰–۱       | هارتس           | ۱۸ سپتامبر ۱۹۷۳ |
| اورتون        | ۰–۰       | هارتس           | ۳ اکتبر ۱۹۷۳    |
| شفیلد یونایتد | ۰–۰       | داندی یونایتد   | ۱۸ سپتامبر ۱۹۷۳ |
| شفیلد یونایتد | ۰–۲       | داندی یونایتد   | ۳ اکتبر ۱۹۷۳    |
| ایر یونایتد   | ۱–۱       | لستر سیتی       | ۱۹ سپتامبر ۱۹۷۳ |
| ایر یونایتد   | ۰–۲       | لستر سیتی       | ۳ اکتبر ۱۹۷۳    |
| مورتون        | ۱–۲       | نیوکاسل یونایتد | ۱۹ سپتامبر ۱۹۷۳ |
| مورتون        | ۱–۱       | نیوکاسل یونایتد | ۱ اکتبر ۱۹۷۳    |
| سنت جانستون   | ۰–۲       | نوریچ سیتی      | ۱۹ سپتامبر ۱۹۷۳ |
| سنت جانستون   | ۰–۱       | نوریچ سیتی      | ۳ اکتبر ۱۹۷۳    |
| استوک سیتی    | ۰–۰       | بیرمنگام سیتی   | ۱۹ سپتامبر ۱۹۷۳ |
| استوک سیتی    | ۰(۴)–(۵)۰ | بیرمنگام سیتی   | ۳ اکتبر ۱۹۷۳    |
| کاونتری سیتی  | ۰–۱       | مادرول          | ۲۵ سپتامبر ۱۹۷۳ |
| کاونتری سیتی  | ۲–۳       | مادرول          | ۳ اکتبر ۱۹۷۳    |

## یک‌چهارم نهایی
بازی‌ها به صورت رفت و برگشت در زمین هردو تیم مقابل هم برگزار شد.
| تیم ۱         | نتیجه | تیم ۲           | تاریخ         |
| ------------- | ----- | --------------- | ------------- |
| بیرمنگام سیتی | ۱–۱   | نیوکاسل یونایتد | ۲۲ اکتبر ۱۹۷۳ |
| بیرمنگام سیتی | ۱–۳   | نیوکاسل یونایتد | ۵ نوامبر ۱۹۷۳ |
| نوریچ سیتی    | ۲–۰   | مادرول          | ۲۳ اکتبر ۱۹۷۳ |
| نوریچ سیتی    | ۱–۰   | مادرول          | ۶ نوامبر ۱۹۷۳ |
| هارتس         | ۰–۳   | برنلی           | ۲۴ اکتبر ۱۹۷۳ |
| هارتس         | ۰–۵   | برنلی           | ۶ نوامبر ۱۹۷۳ |
| لستر سیتی     | ۱–۱   | داندی یونایتد   | ۲۴ اکتبر ۱۹۷۳ |
| لستر سیتی     | ۰–۱   | داندی یونایتد   | ۷ نوامبر ۱۹۷۳ |

## نیمه نهایی
بازی‌ها به صورت رفت و برگشت در زمین هردو تیم مقابل هم برگزار شد.
| تیم ۱         | نتیجه | تیم ۲           | تاریخ          |
| ------------- | ----- | --------------- | -------------- |
| برنلی         | ۲–۰   | نوریچ سیتی      | ۲۷ نوامبر ۱۹۷۳ |
| برنلی         | ۳–۲   | نوریچ سیتی      | ۱۲ دسامبر ۱۹۷۳ |
| داندی یونایتد | ۲–۰   | نیوکاسل یونایتد | ۱۲ دسامبر ۱۹۷۳ |
| داندی یونایتد | ۱–۴   | نیوکاسل یونایتد | ۱۹ دسامبر ۱۹۷۳ |

## فینال
| نیوکاسل یونایتد | ۲–۱ | برنلی |
| --------------- | --- | ----- |
|                 |     |       |